# 15e cérémonie des Tony Awards
La 15e cérémonie des Tony Awards a eu lieu le 16 avril 1961 à l'Hotel Waldorf-Astoria, à New York et fut retransmise sur WCBS-TV.

## Cérémonie
La cérémonie présentée par Phil Silvers se déroula en présence de plusieurs personnalités venues décerner les prix dont Anna Maria Alberghetti, Anne Bancroft, Ray Bolger, Carol Channing, Henry Fonda, Joan Fontaine, Robert Goulet, Helen Hayes, Celeste Holm, Fredric March, Mary Martin, Helen Menken, Patricia Neal, Paul Newman, Geraldine Page, Sidney Poitier, Robert Preston, Jason Robards, Eleanor Steber, Gig Young. La musique était de Meyer Davis et son orchestre.

## Palmarès
| Meilleure pièce | Meilleure comédie musicale |
| --- | --- |
| - Becket – Jean Anouilh - All the Way Home – Tad Mosel - The Devil's Advocate – Dore Schary - The Hostage – Brendan Behan | - Bye Bye Birdie - Do Re Mi - Irma la Douce |
| Meilleur acteur dans une pièce | Meilleure actrice dans une pièce |
| - Zero Mostel – Rhinocéros dans le rôle de John - Hume Cronyn – Big Fish, Little Fish dans le rôle de Jimmie Luton - Sam Levene – The Devil's Advocate dans le rôle de Dr. Aldo Meyer - Anthony Quinn – Becket dans le rôle de Henry II                                    | - Joan Plowright – A Taste of Honey dans le rôle de Josephine - Tallulah Bankhead – Midgie Purvis dans le rôle de Midgie Purvis - Barbara Baxley – Period of Adjustment dans le rôle de Isabel Haverstick - Barbara Bel Geddes – Mary, Mary dans le rôle de Mary McKellaway          |
| Meilleur acteur dans une comédie musicale | Meilleure actrice dans une comédie musicale |
| - Richard Burton – Camelot dans le rôle d'Arthur - Phil Silvers – Do Re Mi dans le rôle de Hubert Cram - Maurice Evans – Tenderloin dans le rôle de Reverend Brock | - Elizabeth Seal – Irma la Douce dans le rôle d'Irma la Douce - Julie Andrews – Camelot dans le rôle de Queen Guenevere - Carol Channing – Show Girl dans le rôle de plusieurs personnages - Nancy Walker – Do Re Mi dans le rôle de Kay Cram                                        |
| Meilleur acteur de second rôle dans une pièce | Meilleure actrice de second rôle dans une pièce |
| - Martin Gabel – Big Fish, Little Fish dans le rôle de Basil Smythe - Philip Bosco – Rape of the Belt dans le rôle de Heracles - Eduardo Ciannelli – The Devil's Advocate dans le rôle de Aurelio - George Grizzard – Big Fish, Little Fish dans le rôle de Ronnie Johnson | - Colleen Dewhurst – All the Way Home dans le rôle de Mary Follet - Eileen Heckart – Invitation to a March dans le rôle de Deedee Grogan - Tresa Hughes – The Devil's Advocate dans le rôle de Nina Sanduzzi - Rosemary Murphy – Period of Adjustment dans le rôle de Dorothea Bates |
| Meilleur acteur de second rôle dans une comédie musicale | Meilleure actrice de second rôle dans une comédie musicale |
| - Dick Van Dyke – Bye Bye Birdie dans le rôle d'Albert Peterson - Clive Revill – Irma la Douce dans le rôle de Bob-Le-Hotu - Dick Gautier – Bye Bye Birdie dans le rôle de Conrad Birdie - Ron Husmann – Tenderloin dans le rôle de Tommy                                  | - Tammy Grimes – The Unsinkable Molly Brown dans le rôle de Molly Tobin - Nancy Dussault – Do Re Mi dans le rôle de Tilda Mullen - Chita Rivera – Bye Bye Birdie dans le rôle de Rosie Alvarez                                                                                       |
| Meilleure mise en scène pour une pièce | Meilleure mise en scène pour une comédie musicale |
| - John Gielgud – Big Fish, Little Fish - Joseph Anthony – Rhinoceros - Joan Littlewood – The Hostage - Arthur Penn – All the Way Home | - Gower Champion – Bye Bye Birdie - Peter Brook – Irma la Douce - Garson Kanin – Do Re Mi |
| Meilleure chorégraphie | Meilleur directeur musical ou chef d'orchestre |
| - Gower Champion – Bye Bye Birdie - Onna White – Irma la Douce | - Franz Allers – Camelot - Pembrode Davenport – 13 Daughters - Stanley Lebowsky – Irma la Douce - Elliot Lawrence – Bye Bye Birdie |
| Meilleurs décors pour une pièce de théâtre | Meilleurs décors pour une comédie musicale |
| - Oliver Smith – Becket - Roger Furse – Duel of Angels - David Hays – All the Way Home - Jo Mielziner – The Devil's Advocate - Rouben Ter-Arutunian – Advise and Consent                                                                                                   | - Oliver Smith – Camelot - George C. Jenkins – 13 Daughters - Robert Randolph – Bye Bye Birdie |
| Meilleurs costumes pour une pièce de théâtre | Meilleurs costumes pour une comédie musicale |
| - Motley – Becket - Theoni V. Aldredge – The Devil's Advocate - Raymond Sovey – All the Way Home | - Adrian et Tony Duquette – Camelot - Rolf Gerard – Irma la Douce - Cecil Beaton – Tenderloin |
| Meilleur technicien de scène | |
| - Teddy Van Bemmel – Becket | |

Des prix spéciaux furent remis à David Merrick, en reconnaissance d'un record fabuleux de production au cours des sept dernières années et au Theatre Guild, pour l'organisation du premier répertoire à l'étranger pour le Département d'État.